# 열 아홉의 절망 끝에 부르는 하나의 사랑 노래
열 아홉의 절망 끝에 부르는 하나의 사랑 노래(영어: Teenage Love Song)는 1991년에 개봉한 대한민국의 영화이다.

## 캐스팅
- 안성기 : 재칠 역
- 강수지 : 채옥 역
- 김보성 : 준석 역
- 최진영 : 철수 역
- 강성진 : 종수 역
- 김만진 : 정남 역
- 정수영 : 연수 역
- 구성희 : 정은 역
- 김성미 : 희민 역
- 이기영 : 교장 역
- 김일우 : 교무주임 역
- 장정국 : 오 선생 역
- 허기호 : 남 선생 역
- 김현우 : 박 선생 역
- 안진수 : 학생들 역
- 양택조 : 준석 부 역
- 이인옥 : 준석 모 역
- 유경애 : 형수 모 역
- 장춘언 : 목사 역
- 권일수 : 지배인 역
- 조학자 : 학부모들 역
- 김경란 : 학부모들 역
- 배중식 : 일레븐파 역